# Tanisteri
Tanisteri (av engelskans tanistry, från skotsk gaeliskas tana, herradöme, monarki) är en tronföljdsordning som flera keltiska stammar hade. Stammens hövding eller konung valdes bland olika släkters överhuvuden och utnämndes av en församling. Efterhand utvecklade det sig så att hövdingen utsåg en efterföljare utan att ta särskild hänsyn till dennes släktband. Den skotska dynastin Alpin höll sig strängt till reglerna fram till 1034, och brukade dem i en mer urvattnad form fram till husets fall 1058. Följande dynasti, Dunkeld, avskaffade ordningen och införde arvsrätt för konungens förstefödde son. 

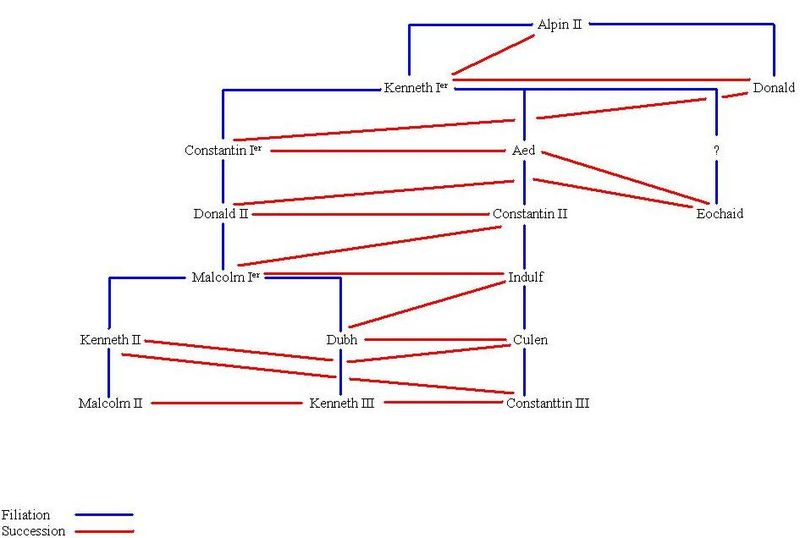
Dynastin Alpin 839–1034

Inom den skotska aristokratin behöll man ordningen intill det att Jakob I (1406–1437) avskaffade den och ersatte den med den engelska successionsordningen. 
I realiteten var härskarens närmaste fränder de främsta kandidaterna, och det var vanligt att det var en av konungens söner som övertog tronen. Det fanns dock ingen automatik i detta, och speciellt ingen säkerhet för att det var den äldste sonen som tog över. 
Det ser ut som att systemet fungerade tillräckligt väl inom ett mindre stamsamhälle, men efter Skottlands enande tyder allt på att det skapade problem. Mycket av oron under huset Alpin ser ut att kunna skyllas på försöken att mörda sig fram till tronen. Så länge det bara var mindre enheter som stod på spel, och eftersom det ofta var enkelt att dela makten inom dessa, var inte ambitionsnivån nog hög för att de skulle uppbringa inbördeskrigstillstånd. Med en så hög maktposition som konung över hela Skottland växte också ambitionerna, och i ett krigssamhälle blev vägen till inbördeskrig då kort. 
Ordet finns i sin iriska form bevarat i Republiken Irland, där regeringschefen har titeln taoiseach och dennas ställföreträdare har titeln tánaiste.